# 강진우 (1982년)
강진우(1982년 5월 26일 ~ )은 대한민국의 가수이자, 작곡가이다.
YG엔터테인먼트의 양현석과 싸이가 공동으로 투자해 화제였던 그룹 바운스로 활동하였으며, 바운스의 해체 이후에는 작곡가로 활동하였다. 현재, 디베이스 출신 송지훈과 덤앤더머라는 프로듀싱 팀을 만들어 활동하고 있다.

## 작곡
작곡한 곡은 다음과 같다.
- 바운스 - Ready, To Be With Me, 플라맹고(Feat. 백지영), Classic, Crazy, 좆뱅이신사, 이 순간 이대로
- 크레용팝 - Suturday Night, Bing Bing, Dancing Queen, 어이
- 가물치 - I'm Sorry, 나 어떡해
- 혜령 - 착한 연, 주전자 (주머니 속에 전화기를 만지며 자다)
- 싸이 - 양아치, 비오니까
- 혜나 - 사랑이라는 게
- 전진 - Wa